# Czasznica tatrzańska
Czasznica tatrzańska (Calvatia turneri (Ellis & Everh.) Demoulin & M. Lange) – gatunek grzybów należący do rodziny purchawkowatych (Lycoperdaceae).

## Systematyka i nazewnictwo
Pozycja w klasyfikacji: Calvatia, Lycoperdaceae, Agaricales, Agaricomycetidae, Agaricomycetes, Agaricomycotina, Basidiomycota, Fungi (według Index Fungorum).
Po raz pierwszy takson ten zdiagnozowali w roku 1885 Ellis i Benjamin Matlack Everhart, nadając mu nazwę Lycoperdon turneri. Obecną, uznaną przez Index Fungorum nazwę, nadali mu w 1990 roku Vincent Demoulin i Morten Lange przenosząc go do rodzaju Calvatia.
Nazwę polską nadała Wanda Rudnicka-Jezierska w 1991 r.

## Występowanie
Czasznica tatrzańska jest szeroko rozprzestrzeniona. Znane są jej stanowiska w Ameryce Północnej, Europie i Azji. W Polsce do 2003 r. podano 2 stanowiska: W Tatrzańskim i Babiogórskim Parku Narodowym.
Rośnie na górskich łąkach, wśród traw, na ziemi.

## Zastosowanie
Według W. Wojewody młode owocniki są prawdopodobnie jadalne, podobnie jak inne czasznice.